# Stientje van Veldhoven
Stientje van Veldhoven-van der Meer (ur. 22 czerwca 1973 w Utrechcie) – holenderska polityk i urzędniczka państwowa, parlamentarzystka, w latach 2017–2019 i 2020–2021 sekretarz stanu, w latach 2019–2020 minister.

## Życiorys
Studiowała filologię francuską na Uniwersytecie im. Radbouda w Nijmegen oraz zarządzanie w organizacjach międzynarodowych na Uniwersytecie w Groningen. Kształciła się również na Université Paris-Sorbonne oraz Vrije Universiteit Brussel. W 1997 została asystentką europosłanki Elly Plooij-van Gorsel z VVD. W latach 1999–2003 zatrudniona jako specjalistka do spraw polityki innowacyjnej w ministerstwie spraw gospodarczych. Później dołączyła do stałego przedstawicielstwa Holandii przy Unii Europejskiej, gdzie zajmowała się sprawami badań naukowych i technologii. W 2007 została doradcą politycznym w Komisji Europejskiej. Od 2009 do 2010 zajmowała stanowisko koordynatora w resorcie spraw gospodarczych.
W 2007 wstąpiła do Demokratów 66. W 2010 uzyskała po raz pierwszy mandat posłanki do Tweede Kamer. W 2012 i 2017 była wybierana do niższej izby parlamentu na kolejne kadencje.
W październiku 2017 została sekretarzem stanu do spraw środowiska i transportu publicznego w trzecim rządzie Marka Rutte. W listopadzie 2019, w związku ze zwolnieniem lekarskim Kajsy Ollongren, objęła czasowo funkcję ministra bez teki odpowiedzialnego za kwestie dotyczące środowiska i mieszkalnictwa. Pełniła ją do kwietnia 2020, powracając następnie na stanowisko sekretarza stanu.
W lipcu 2021 odeszła z rządu w związku z podjęciem (od września tegoż roku) pracy w instytucie badawczym World Resources Institute, w którym została powołana na wiceprzewodniczącą oraz na dyrektora regionalnego na Europę.